# Australische Fußballnationalmannschaft/Olympische Spiele
Die australische Fußballnationalmannschaft nahm erstmals an den Olympischen Spielen in Melbourne teil, für die sie als Ausrichter automatisch qualifiziert war. Vier Jahre später zog sie zurück, nahm erst an der Qualifikation für die Spiele 1988 wieder teil und konnte sich bis zum Wechsel zum asiatischen Verband dann auch immer als Vertreter Ozeaniens qualifizieren. Nach dem Wechsel in den asiatischen Kontinentalverband konnte sich Australien für die Spiele 2008 qualifizieren, dann aber zweimal nicht. Bestes Ergebnis ist der vierte Platz 1992.

## Ergebnisse bei Olympischen Spielen

### 1956

#### Olympische Spiele in Melbourne
- 27. November 1956 in Melbourne, Achtelfinale: Australien – Japan 2:0
- 1. Dezember 1956 in Melbourne, Viertelfinale: Australien – Indien 2:4

### 1960 bis 1984
In der Qualifikation für die Spiele 1960 in Rom, sollte Australien in der ersten Runde gegen Indonesien antreten, zog aber zurück. Danach wurde bis einschließlich 1984 nicht teilgenommen, wobei 1976 ebenfalls zurückgezogen wurde.

### 1988
- Qualifikation:
  - 1. Runde gegen Taiwan und Papua-Neuguinea, das zurückzog:
    - 15. November 1987 in Taipeh: Taiwan – Australien 3:0
    - 26. Februar 1988 in Canberra: Australien – Taiwan 3:0 – beide Mannschaften erreichen die 2. Runde

  - 2. Runde, Turnier in Australien und Neuseeland:
    - 6. März 1988 in Melbourne: Australien – Israel 2:0
    - 9. März 1988 in Adelaide: Australien – Taiwan 3:2
    - 13. März 1988 in Sydney: Australien – Neuseeland 3:1
    - 20. März 1988 in Christchurch: Israel – Australien 0:0
    - 23. März 1988 in Wellington: Neuseeland – Australien 1:1
    - 27. März 1988 in Auckland: Taiwan – Australien 0:3

Australien als Gruppensieger qualifiziert.

#### Olympische Sommerspiele 1988 in Seoul
- Gruppenspiele:
  - 18. September 1988 in Gwangju: Australien –	Jugoslawien	1:0
  - 20. September 1988 in Seoul: Brasilien – Australien	3:0
  - 22. September 1988 in Seoul: Australien	– Nigeria 1:0 - Australien als Gruppenzweiter für die K.-o.-Runde qualifiziert
- K.-o.-Runde:
  - 25. September 1988 in Busan, Viertelfinale: Sowjetunion – Australien 3:0

### 1992
- Olympia-Qualifikation:
  - 1. Runde:
    - 19. Mai 1991 in Melbourne: Australien – Papua-Neuguinea 4:0
    - 22. Mai 1991 in Melbourne: Australien – Neuseeland 2:0
    - 26. Mai 1991 in Melbourne: Australien – Fidschi 7:0
    - 11. November 1991 in Nadi/Fidschi: Papua-Neuguinea – Australien 0:5
    - 13. November 1991 in Nadi/Fidschi: Neuseeland – Australien 1:2
    - 16. November 1991 in Nadi/Fidschi: Fidschi – Australien 0:3

Australien als Gruppensieger für interkontinentale Play-offs qualifiziert:
- In Sydney: Australien – Niederlande 1:1
- In Utrecht: Niederlande – Australien 2:2 -Australien aufgrund der Auswärtstorregel für die Olympischen Spiele qualifiziert.[3]

#### Olympische Sommerspiele 1992 in Barcelona
- Gruppenspiele:
  - 26. Juli 1992 in Sabadell: Ghana – Australien 3:1
  - 28. Juli 1992 in Barcelona: Mexiko – Australien 1:1
  - 30. Juli 1992 in Sabadell: Dänemark – Australien 0:3 – Australien aufgrund der besseren Tordifferenz Gruppenzweiter
- K.-o.-Runde:
  - 2. August 1992 in Barcelona, Viertelfinale: Schweden – Australien 1:2
  - 5. August 1992 in Barcelona, Halbfinale: Polen – Australien 6:1
  - 7. August 1992 in Barcelona, Spiel um Bronze: Australien – Ghana	0:1

### 1996
- Olympia-Qualifikation in Adelaide:
  - 13. Januar 1996: Australien U-23 – Vanuatu U-23 9:1
  - 17. Januar 1996: Salomonen U-23 – Australien U-23 2:0 (Australien gewann mit 4:0, setzte aber einen nichtspielberechtigten Spieler ein)
  - 19. Januar 1996: Australien U-23 – Fidschi U-23 10:0
  - 21. Januar 1996: Neuseeland U-23 – Australien U-23 0:5
  - 21. Januar 1996: Vanuatu U-23 – Australien U-23 0:12
  - 27. Januar 1996: Australien U-23 – Salomonen U-23 7:0
  - 29. Januar 1996: Fidschi U-23 – Australien U-23 0:5
  - 31. Januar 1996: Australien U-23 – Neuseeland U-23 0:1 - Australien aufgrund der besseren Tordifferenz als Gruppensieger für interkontinentale Play-offs qualifiziert.

- 26. Mai 1996: Kanada U-23	– Australien U-23	2:2
- 2. Juni 1996:	Australien U-23 – Kanada U-23 5:0

#### Olympische Spiele in Atlanta
- Vorrunde
  - 20. Juli 1996 in Miami: Frankreich – Australien 2:0
  - 22. Juli 1996 in Miami: Australien – Saudi-Arabien 2:1
  - 24. Juli 1996 in Orlando: Spanien – Australien 3:2 – Australien als Gruppendritter ausgeschieden

### 2000
Australien als Gastgeber der Olympischen Spiele in Sydney automatisch qualifiziert.

#### Olympische Sommerspiele 2000
- Gruppenspiele:
  - 13. September 2000 in Melbourne: Australien	– Italien 0:1
  - 16. September 2000 in Sydney: Australien – Nigeria	2:3
  - 19. September 2000 in Sydney: Australien – Honduras	1:2 – Australien als Gruppenletzter ausgeschieden

### 2004
- Olympia-Qualifikation:
  - Gruppenspiele in Sydney
    - 14. Januar 2004: Australien U-23 – Samoa U-23 6:0
    - 16. Januar 2004: Australien U-23 – Papua-Neuguinea U-23 9:0
    - 20. Januar 2004: Australien U-23 – Salomonen U-23 5:0
    - 22. Januar 2004: Australien U-23 – Fidschi U-23 6:0

  - Finale:
    - 26. Januar 2004 in Sydney: Australien U-23 – Neuseeland U-23 2:0
    - 30. Januar 2004 in Auckland: Neuseeland U-23 – Australien U-23 1:1

Australien für die Olympischen Spiele qualifiziert.

#### Olympische Sommerspiele 2004 in Athen
- Gruppenspiele:
  - 11. August 2004 in Iraklio: Tunesien –	Australien	1:1
  - 14. August 2004 in Iraklio: Serbien und Montenegro – Australien 1:5
  - 17. August 2004 in Athen: Argentinien – Australien 1:0 - Australien aufgrund der besseren Tordifferenz Gruppenzweiter
- K.-o.-Runde:
  - 21. August 2004 in Iraklio: Irak – Australien	1:0

### 2008
Nach dem Wechsel des australischen Fußballverbandes in den asiatischen Verband, nimmt Australien an der asiatischen Qualifikation teil.
- Olympia-Qualifikation:
  - 1. Runde:
    - 7. Februar 2007 in Adelaide: Australien U-23 – Chinesisch Taipeh U-23 11:0
    - 14. Februar 2007 in Taipeh: Chinesisch Taipeh U-23 – Australien U-23 0:1

  - 2. Runde:
    - 28. Februar in Teheran: Iran U-23 – Australien U-23 0:0
    - 14. März in Adelaide: Australien U-23 – Jordanien U-23 1:1
    - 28. März 2007 in Adelaide: Australien U-23 – Saudi-Arabien U-23 2:0
    - 18. April 2007 in Dammam: Saudi-Arabien U-23 – Australien U-23 2:1
    - 16. Mai 2007 in Adelaide: Australien U-23 – Iran U-23 3:1
    - 6. Juni 2007 in Amman: Jordanien U-23 – Australien U–23 0:4

  - 3. Runde:
    - 22. August 2007 in ar-Rayyan/Katar: Irak U-23 – Australien U-23 0:0
    - 8. September 2007 in Newcastle: Australien U-23 – Nordkorea U-23 1:0
    - 12. September 2007 in Gosford: Australien U-23 – Libanon U-23 3:0
    - 17. Oktober 2007 in Beirut: Libanon U-23 – Australien U-23 0:0
    - 17. November 2007 in Gosford: Australien U-23 – Irak U-23 2:0
    - 21. November 2007 in Pjöngjang: Nordkorea U-23 – Australien U-23 1:1

Australien als Gruppensieger für die Olympischen Spiele qualifiziert

#### Olympische Sommerspiele 2008 in Peking
- Gruppenspiele:
  - 7. August 2008 in Shanghai: Australien – Serbien	1:1
  - 10. August 2008 in Shanghai: Argentinien – Australien 1:0
  - 13. August 2008 in Tianjin: Elfenbeinküste – Australien 1:0

Australien scheidet als Gruppendritter aus.

### 2012
- Olympia-Qualifikation:
  - 2. Runde:
    - 19. Juni 2011 in Gosford: Australien U-23 – Jemen U-23 3:0
    - 23. Juni 2011 in Newcastle: Jemen U-23 – Australien U-23 0:4

  - 3. Runde:
    - 21. September 2011 in Adelaide: Australien U-23 – VAE U-23 0:0
    - 23. November 2011 in Doha/Katar: Irak U-23 – Australien U-23 0:0
    - 27. November 2011 in Parramatta: Australien U-23 – Usbekistan U-23 0:0
    - 5. Februar 2012 in Taschkent: Usbekistan U-23 – Australien U-23 2:0
    - 22. Februar 2012 in Abu Dhabi: VAE U-23 – Australien U-23 1:0
    - 14. März 2012 in Gosford: Australien U-23 – Irak U-23 0:0

Australien als Gruppenletzter ausgeschieden.

### 2016
Australien scheidet bei der U-23-Fußball-Asienmeisterschaft 2016 nach der Gruppenphase aus und kann sich dadurch nicht für die Olympischen Spiele qualifizieren.

### 2020
Australien qualifizierte sich als Dritter der U-23-Fußball-Asienmeisterschaft 2020, die vom 8. bis 26. Januar 2020 in Thailand stattfand. Für diese hatte sich Australien zusammen mit Südkorea bei einem Turnier in Kambodscha im März 2019 gegen Kambodscha und Chinesisch Taipeh durchgesetzt. Für die Auslosung der wegen der COVID-19-Pandemie um ein Jahr verschobenen Spiele war Australien zusammen mit Saudi-Arabien, Frankreich und Rumänien Topf 4 zugeteilt worden und konnte nicht in die Gruppen mit Japan oder Südkorea gelost werden. Bei der Auslosung am 21. April 2021 wurde Australien in eine Gruppe mit Ägypten, Argentinien und Spanien gelost.

#### Olympische Sommerspiele 2020 in Tokio
- Gruppenspiele:
  - 22. Juli 2021 - 12:30 MESZ: Argentinien – Australien 0:2 (in Sapporo)
  - 25. Juli 2021 - 9:30 MESZ: Ägypten – Australien 0:1 (in Sapporo)
  - 28. Juli 2021 - 13:00 MESZ: Spanien – Australien 0:2 (in Sapporo) – Australien scheidet als Gruppenvierter aus.

### 2024
Australien konnte sich bei einem Turnier in Tadschikistan durch ein 7:1 gegen Laos und ein 1:1 gegen die Gastgeber für die U-23-Fußball-Asienmeisterschaft 2024 qualifizieren, die vom 15. April bis 3. Mai 2024  in Katar stattfand. Dort konnten sich die ersten vier Mannschaften direkt für die Olympischen Spiele qualifizieren, der Vierte spielt im interkontinentalen Play-off gegen Guinea, den vierten der Afrika-Qualifikation. Die Australier kamen in der Vorrunde nur zu zwei torlosen Remis gegen Jordanien sowie Gastgeber Katar und verloren mit 0:1 gegen Indonesien, so dass sie als Gruppendritte die K.-o.-Runde und damit die Olympischen Spiele in Paris verpassen.

### 2032
Die Olympischen Spiele finden in Brisbane statt, womit die Australier automatisch qualifiziert sind.

## Trainer
- 1956: Richard Telfer
- 1988:  Ferenc Arok
- 1992, 1996:  Eddie Thomson
- 2000:  Raúl Blanco
- 2004: Frank Farina
- 2008, 2021: Graham Arnold

## Beste Torschützen
1. John Aloisi (2004) 3 Tore
2. Bruce Morrow (1956), John Markovski, Tony Vidmar (beide 1992), Aurelio Vidmar (1996), Ahmad Elrich (2004) je 2 Tore
7. Frank Loughran, Graham McMillan (beide 1956), Zlatko Arambasic, Damian Mori, Shaun Murphy, Carl Veart (alle 1992), Mark Viduka, Peter Tsekenis (beide 1996), Hayden Foxe, Kasey Wehrman (beide 2000), Tim Cahill (2004), Ruben Zadkovich (2008), Marco Tilio, Lachlan Wales (beide 2021) je 1 Tor

## Bekannte Spieler, die an den Olympischen Spielen teilnahmen
- John Aloisi (2004) – 55 A-Länderspiele, WM-Teilnehmer 2010, 1 WM-Tor
- Graham Arnold (1988) – 56 A-Länderspiele, Nationaltrainer 2006–2007 (interim) und seit 2018
- Tim Cahill (2004) – 108 A-Länderspiele (australischer Feldspieler mit den meisten Länderspielen), 50 Tore (austr. Rekord), WM-Teilnehmer 2006, 2010, 2014 und 2018 (5 Tore)
- Frank Farina (1988) – 37 A-Länderspiele, Nationaltrainer 1998–2005
- Mark Milligan (2008) – 80 A-Länderspiele, WM-Teilnehmer 2006 (ohne Einsatz), 2010 (ohne Einsatz), 2014, 2018
- Damian Mori (1992) – 45 A-Länderspiele, 29 Tore (ehemaliger Rekordtorschütze)
- Archie Thompson (2008) – 54 A-Länderspiele, 28 Tore, WM-Teilnehmer 2006 (ohne Einsatz), 13-facher Torschütze beim 31:0 im Fußballländerspiel Australien – Amerikanisch-Samoa 2001
- Tony Vidmar (1992) – 76 A-Länderspiele
- Mark Viduka (1996) – 43 A-Länderspiele, WM-Teilnehmer 2006 (Kapitän)
- Luke Wilkshire (2004) – 80 A-Länderspiele, WM-Teilnehmer 2006, 2010